# Alice Hoschedé

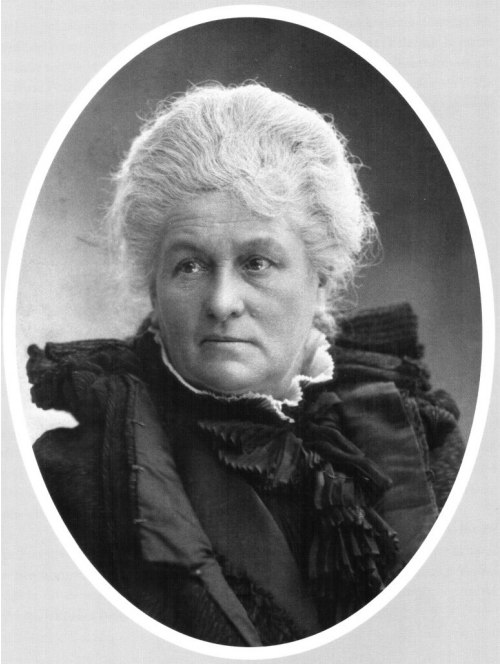
Alice Monet, Fotografie von Paul Nadar, um 1900

Alice Hoschedé (geboren am 19. Februar 1844 als Angélique Émilie Alice Raingo in Paris; gestorben am 19. Mai 1911 in Giverny) war die Lebenspartnerin und ab 1892 als Alice Monet die zweite Ehefrau des französischen Malers Claude Monet.

## Leben
Die Eltern von Alice Raingo waren der aus Belgien stammende Denis Lucien Alphonse Raingo und seine französische Ehefrau Jeanne Coralie, geborene Boulade. Alice Raingo kam 1844 als zweites von neun Geschwistern in Paris zur Welt. Der Vater hatte mit Immobiliengeschäften ein Vermögen erwirtschaftet. Ab 1864 bewohnte die Familie den Landsitz Schloss Rottembourg in Montgeron.
Am 16. April 1861 heiratete Alice Raingo im Alter von 17 Jahren den Tuchgroßhändler Ernest Hoschedé. Aus dieser Ehe gingen sechs Kinder hervor: Marthe (geb. 1864), Blanche (1865–1947), Suzanne (geb. 1868), Jacques (geb. 1869), Germaine (geb. 1873) und Jean-Pierre (geb. 1877). Alice Hoschedé erbte nach dem Tod ihrer Eltern als ältestes der lebenden Kinder das Schloss Rottembourg, das sie mit ihrer Familie weiterhin als Landsitz nutzte. Alice und Ernest Hoschedé waren beide an Kunst interessiert und bauten eine umfassende Kunstsammlung auf, insbesondere mit Werken zeitgenössischer Maler. Verschiedene Künstler besuchten die Hoschedés in Schloss Rottembourg und schufen dort beispielsweise Familienporträts. Um 1872–1878 entstand das Porträt de Madame Alice Hoschedé (Museum of Fine Arts, Houston) von Émile Auguste Carolus-Duran. Seine Frau Pauline Carolus-Duran fertigte 1875 ebenfalls ein Porträt von Alice Hoschedé (Privatsammlung) an. Der Maler Édouard Manet schuf in Montgeron Bildnisse von Ernest Hoschedé und den Kindern Marthe und Jacques.

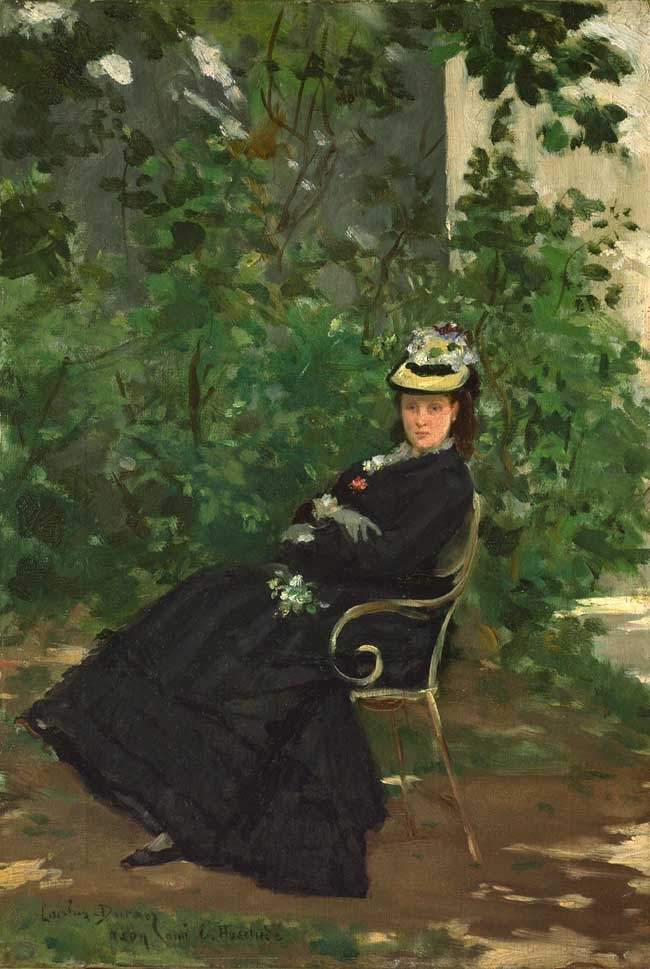
Émile Auguste Carolus-Duran: Porträt Madame Hoschedé, um 1872–1878
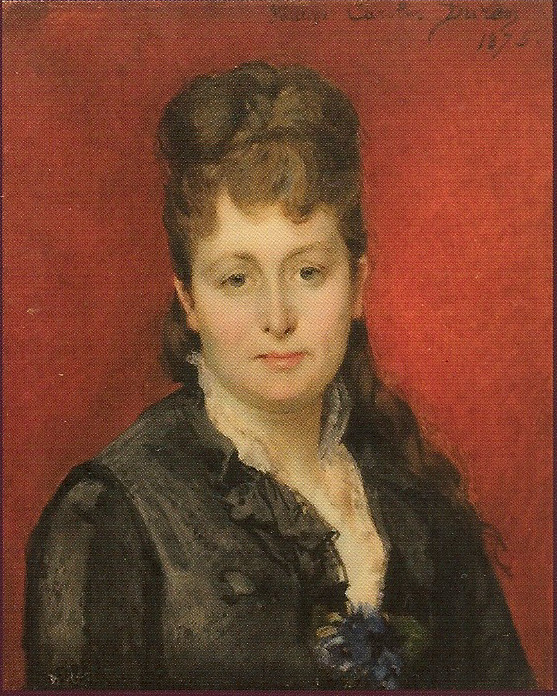
Pauline Carolus-Duran: Porträt Alice Hoschedé, 1875

1876 kam der Maler Claude Monet zu Besuch nach Montgeron und blieb – mit Unterbrechungen – von Juli bis Dezember des Jahres. Er hatte den Auftrag erhalten, Wandbilder für den Salon von Schloss Rottembourg zu malen, darunter das bekannte Gemälde Truthähne (Les dindons, Musée d’Orsay, Paris). Darüber hinaus entstanden einige Gemälde mit Ansichten des Gartens. Es ist unklar, ob sich Alice Hoschedé und Monet bereits vorher kannten. Verschiedene Autoren nahmen an, dass beide bereits seit 1875 eine Liebesbeziehung unterhielten, obwohl hierfür keine Beweise vorliegen. Auch gibt es keinen Beleg für eine Liebesbeziehung zwischen Alice Hoschedé und Monet während seines Aufenthaltes in Montgeron 1876.
Nachdem das Unternehmen von Ernest Hoschedé in eine wirtschaftliche Schieflage geraten war, konnte er im Herbst 1877 seinen Zahlungsverpflichtungen nicht mehr nachkommen. In der Folge flüchtete er vor seinen Gläubigern nach Belgien. Alice Hoschedé verließ ebenfalls Schloss Rottembourg und fand zunächst bei ihrer Schwester in Biarritz Zuflucht. Auf dem Weg dorthin wurde ihr jüngstes Kind Jean-Pierre geboren. Als leiblicher Vater des Jungen wird gelegentlich Claude Monet vermutet, wofür es jedoch keinen nachweislichen Anhaltspunkt gibt. An Vermögen verfügte Alice nur noch über ihren Schmuck, Schloss Rottembourg wurde 1878 verkauft und später von der Familie Raingo zurück erworben. Die Kunstsammlung Hoschedé wurde 1878 zu teils sehr niedrigen Preisen versteigert.

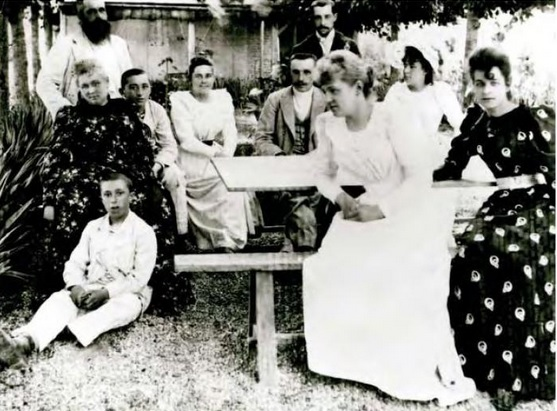
Familien Monet und Hoschedé; von links nach rechts: stehend Claude Monet, davor sitzend Alice Hoschedé, davor auf der Erde Michel Monet, neben Alice sitzen Jean-Pierre Hoschedé, Blanche Hoschedé und Jean Monet, dahinter steht Jacques Hoschedé, davor sitzen Martha Hoschedé, Germaine Hoschedé und Suzanne Hoschedé; unbekannter Fotograf, um 1886

Im Sommer 1878 zogen Alice und Ernest Hoschedé mit ihren sechs Kindern zur Familie Monet nach Vétheuil. Claude Monet lebte dort mit seiner Frau Camille und den Söhnen Jean und Michel in einem von Geldsorgen geplagten Haushalt. Camille hatte sich noch nicht von der Geburt des im März 1878 geborenen Michel erholt, zudem wurde bei ihr eine Krebserkrankung diagnostiziert. Alice Hoschedé kümmerte sich nun um die acht Kinder im Haus und übernahm die Pflege von Camille Monet, die 1879 im Alter von 32 Jahren starb.
1881 schuf Claude Monet das Porträt Alice Hoschedé im Garten (Privatsammlung). Während er von seiner ersten Frau zahlreiche Bildnisse gemalt hatte, blieb dieses Gemälde eines der wenigen Werke, in denen er seine spätere Frau Alice porträtierte. Ernest Hoschedé pendelte zwischen Vetheuil und Paris, wo er für die Zeitung Le Voltaire arbeitete. Zwischen ihm und Monet kam es zunehmend zu Konflikten, die sich um finanzielle Angelegenheiten, aber nicht zuletzt auch um ihre Beziehungen zu Alice Hoschedé drehten. Ernest Hoschedé kam zwar noch gelegentlich zu Besuch, meist jedoch wenn Claude Monet nicht im Haus war. Ende 1881 zog Claude Monet mit Alice Hoschedé und den acht Kindern in ein gemeinsames Haus nach Poissy. Spätestens seit dieser Zeit lebte Alice Hoschedé dauerhaft getrennt von ihrem Mann, blieb aber mit ihm verheiratet. Für das Fortbestehen der Ehe können ihr katholischer Glauben, aber auch Unterhaltszahlungen ihres Mannes ausschlaggebend gewesen sein. 1883 zogen Monet und Hoschedé schließlich nach Giverny in das heute als Museum geöffnete Haus Monets. Die „wilde Ehe“ von Alice Hoschedé mit Claude Monet galt gesellschaftlich als wenig akzeptiert. Beide heirateten erst am 16. Juli 1892, nachdem im Jahr zuvor Ernest Hoschedé gestorben war. Ihre Tochter Blanche Hochedé heiratete 1897 Monets Sohn Jean.
Die Autorin Claire Joyes beschrieb den Alltag der inzwischen in gut situierten Verhältnissen lebenden Alice Monet wie folgt: „Alice regiert im Haus, das heißt, sie erträgt die Launen Monets, zieht acht Kinder groß, von denen keines eine besondere Begabung aufweist, organisiert und überwacht die Arbeit der Hausangestellten, empfängt viele Verwandte aus ihrer Familie und viele Freunde sowie die Händler Monets, versteht es als Frau von Welt immer die richtigen Worte zu finden, weiß, welches Essen sie für welchen Gast auftragen läßt, wann sie beeindrucken soll und wann sie sich lieber zurückzuhalten hat ...“. Zu den Gästen in Giverny gehörte beispielsweise der amerikanische Maler John Singer Sargent, der 1885 Claude Monet an der Staffelei im Freien zusammen mit Alice Hoschedé im Gemälde Claude Monet Painting by the Edge of the Wood porträtierte. Unterbrochen wurde der Alltag in Giverny durch gelegentliche Reisen, beispielsweise 1908 nach Venedig. 
Alice Hoschedé starb 1911 an Leukämie, nachdem sie mehr als 30 Jahre an der Seite von Claude Monet gelebt hatte. Sie ist auf dem Friedhof von Giverny in der gemeinsamen Grabstätte der Familien Monet-Hoschedé an der Seite ihrer beiden Ehemänner bestattet.

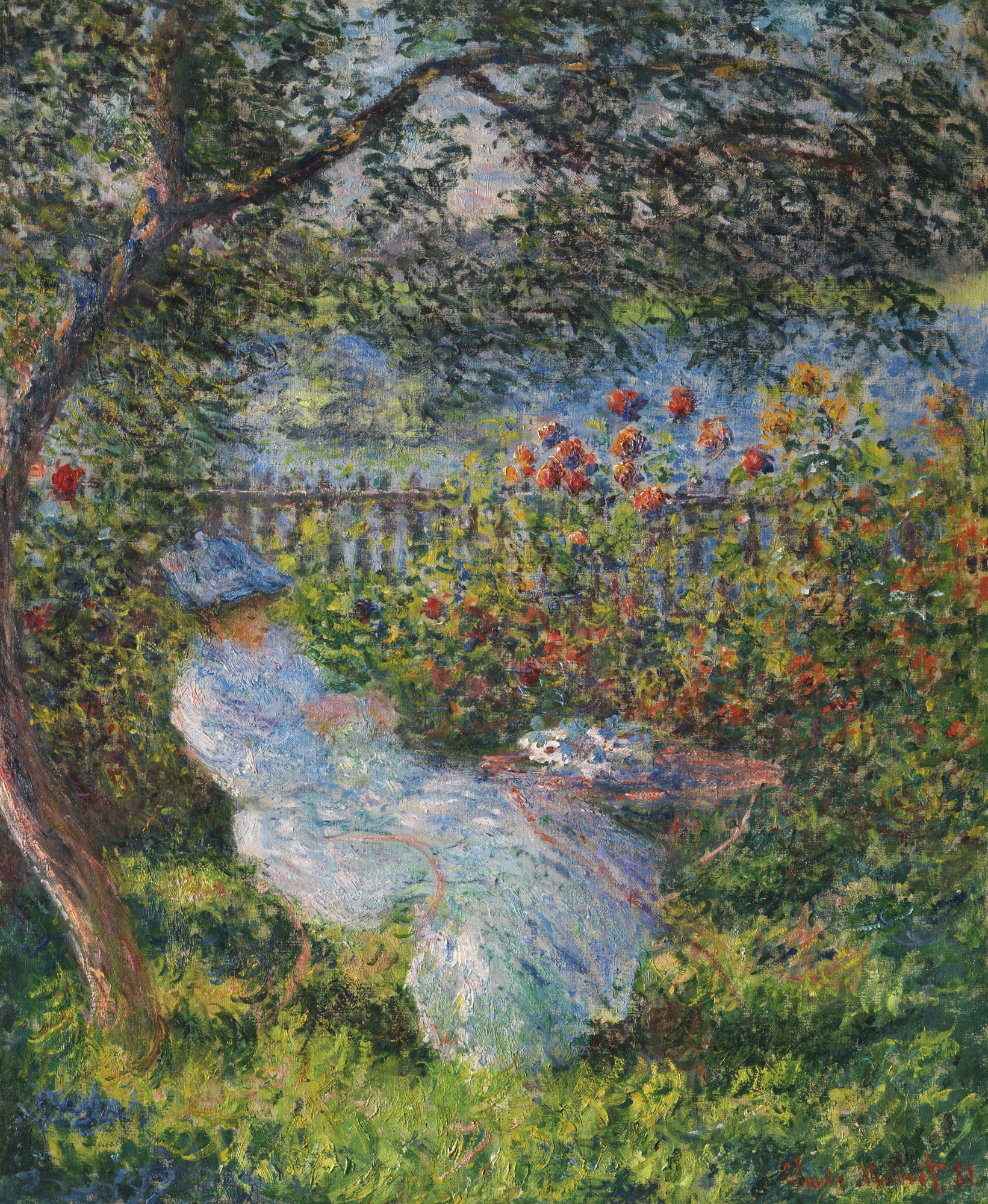
Claude Monet: Alice Hoschedé im Garten, 1881
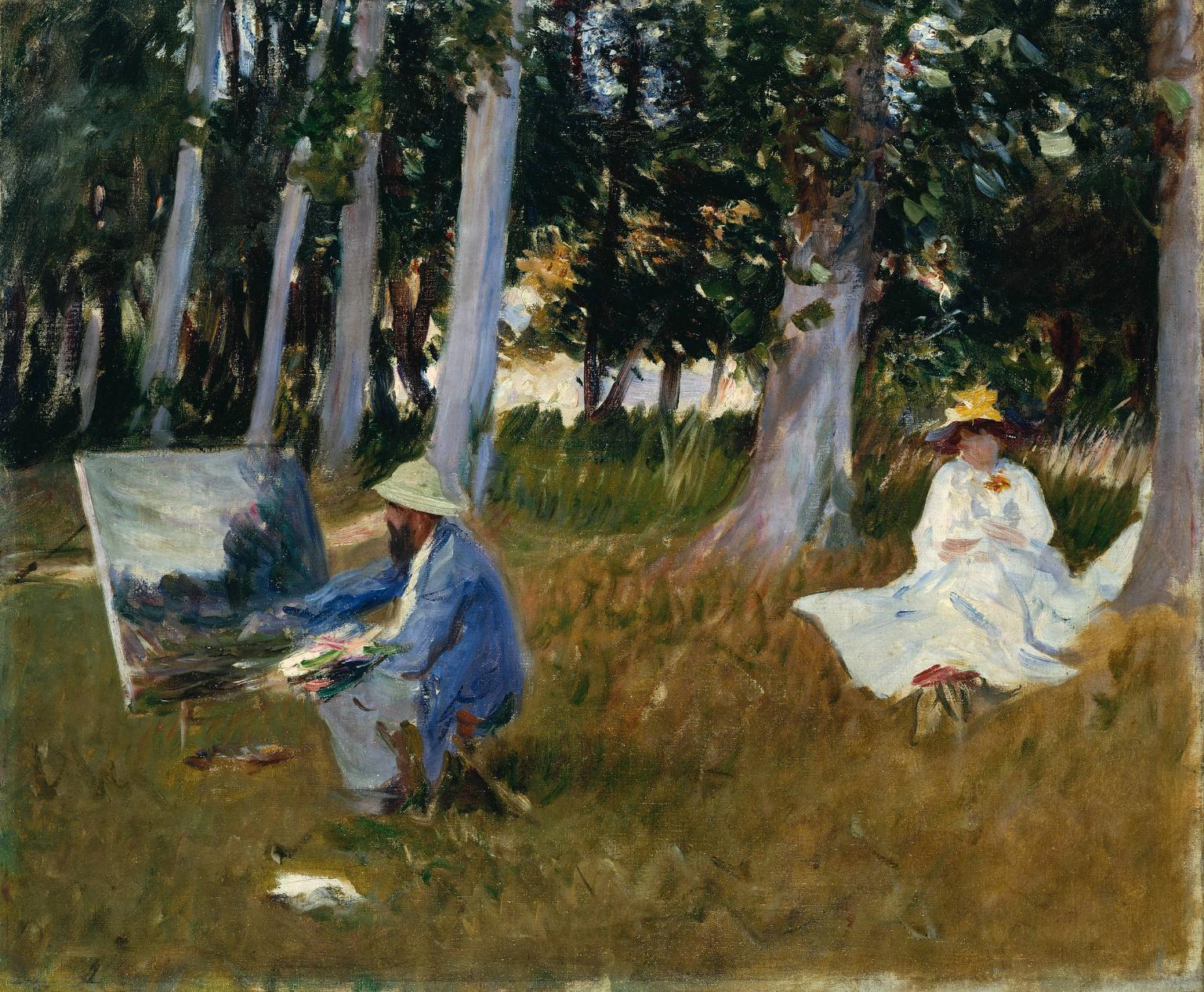
John Singer Sargent: Claude Monet Painting by the Edge of the Wood, 1885